# Assentos do aeroporto

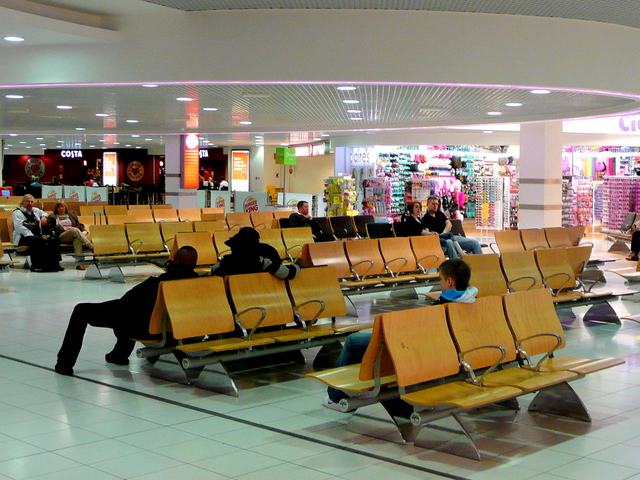
Uma instalação da Zoeftig com o modelo Zenky no Aeroporto de Birmingham oferece assentos modernos e ergonômicos, projetados para garantir conforto e durabilidade aos passageiros em áreas de espera.

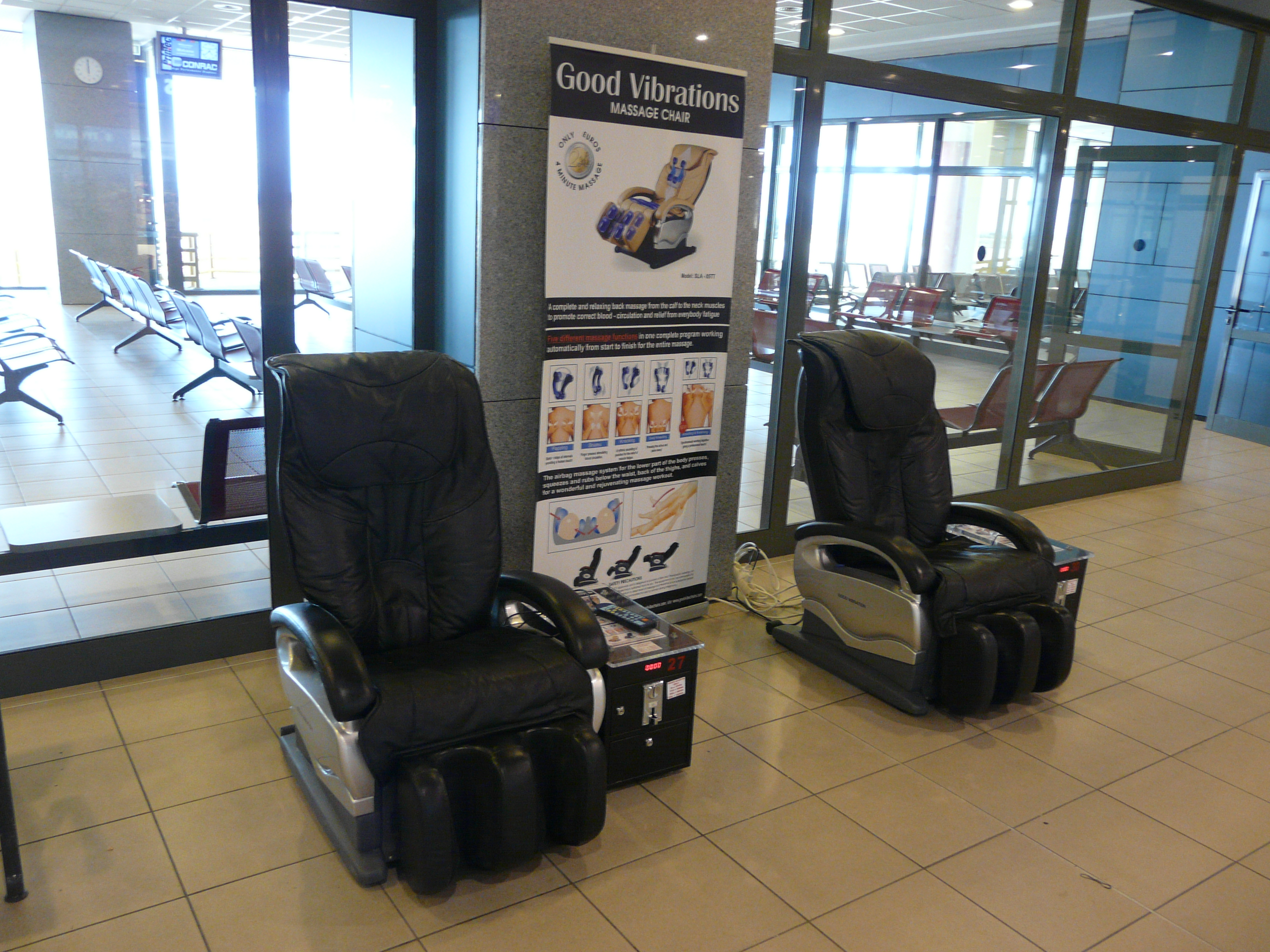
Uma variedade de cadeiras de massagem e assentos para espera na área do portão, proporcionando conforto e relaxamento aos passageiros durante o tempo de espera pelo embarque.

Uma cadeira ou assento de aeroporto refere-se a uma área de assentos públicos dentro de um  aeroporto, geralmente situada próximo a restaurantes, áreas de embarque salas VIP de companhias aéreas, proporcionando conforto aos passageiros enquanto aguardam seus voos.

## Design
O pesquisador Robert Sommer analisou o design dos assentos em aeroportos e concluiu que a disposição das cadeiras em fileiras rígidas, fixadas ao chão, era propositalmente sociofugal — ou seja, projetada para desencorajar a interação social entre os passageiros. Esse layout estratégico incentivava as pessoas a se deslocarem para estabelecimentos comerciais dentro do aeroporto, como lojas e cafés, aumentando assim o consumo nesses locais.  Além disso, Sommer observou que a presença de apoios para os braços aumentava a utilização dos assentos em comparação com bancos contínuos sem divisórias. Os passageiros tendem a se sentir mais confortáveis ao sentar-se próximos a desconhecidos quando há um apoio para os braços, pois ele ajuda a demarcar o espaço pessoal. Além disso, a disposição paralela das unidades modulares de assentos minimiza o contato visual direto entre indivíduos, tornando a experiência menos intimidadora para estranhos. 
1. ↑  Donelson R. Forsyth (2009). Group Dynamics. [S.l.]: Cengage Learning. pp. 459–460. ISBN 978-0-495-59952-4
2. ↑  Donna P. Duerk (1993). Architectural Programming. [S.l.]: John Wiley and Sons. ISBN 978-0-471-28468-0